# Carel Gabriel Cobet

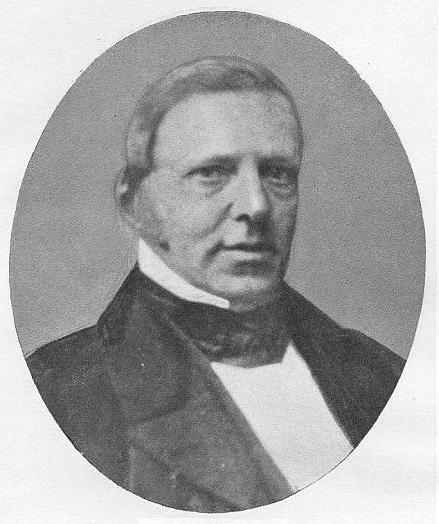
Carel Gabriel Cobet.

Carel Gabriel Cobet, född 28 november 1813, död 26 oktober 1889, var en nederländsk klassisk filolog.
Cobet blev professor i grekiska i Leiden 1847. Han är känd för sin kunniga, om än ofta väl djärva textkritik. Bland hans arbeten märks Variæ lectiones (2 band, 2:a upplagan 1873).